# Le bardit des Francs
Le bardit des Francs (Frans voor Koning van de Franken) is een compositie van Albert Roussel. Roussel schreef een lied voor mannenkoor met ad libitum koperblazers en slagwerk over de vermeende eerste koning van de Franken Pharamond. De tekst is afkomstig van François René de Chateaubriand. Het werk duurt slechts vijf minuten en is een van de werken van Roussel, die zelden wordt uitgevoerd. Echter op 2 juni 2013 stond het ineens op de lessenaar van het Koor van het Franse leger.
Charles Münch gaf leiding aan de eerste uitvoering van dit werk met zijn orkest en koor in Parijs op 21 april 1928. De critici waren lovend, maar het publiek wilde er kennelijk niet aan. Münch voerde het werk ook nog in de oorlogsjaren op, maar het mocht niet baten.
Roussel schreef het voor:
- mannenkoor (2 tenorstemmen, 2 baritonstemmen)
- 2 hoorns, 2 trompetten, 3 trombones, 1 tuba
- pauken,  bekkens, grote trom

Christian Preisach komt uit de familie van Blanche Preisach, zijnde mevrouw Roussel voor vele jaren. Het stuk is ter nagedachtenis aan hem geschreven.